# E272
E272 eller Europaväg 272 är en europaväg som går mellan Klaipėda och Vilnius i Litauen. Längd 380 km.

## Sträckning
Klaipėda - Palanga - Šiauliai - Panevėžys - Vilnius

## Standard
Vägen är i stort sett landsväg Klaipėda-Panevėžys, och motorväg Panevėžys-Vilnius.

## Anslutningar till andra europavägar
| - E85 - E77 - E67 |  | - E262 - E271 - E28 |